# Angulas a la bilbaína
Las angulas a la bilbaína es un plato típico del País Vasco cuya preparación es muy sencilla.
Esta es la forma más famosa y tradicional de preparar angulas: En una cazuela de barro se echa un poco de aceite de oliva, a ser posible virgen extra, estando caliente se añaden para que se doren los dientes de ajo cortados en láminas. Cuando empiecen a coger color se incorporan las angulas y los trocitos de guindilla en forma de aros, se remueve con una cuchara de madera durante un minuto y se sirve inmediatamente a los comensales en la cazuela de barro tapada en la que se ha preparado, donde debe de llegar a la mesa hirviendo, se usa tenedor de madera para comerlo.
Aunque no es el plato original, debido a la escasez y altísimo precio de las angulas, también se realiza con un precio más asequible cocinándolas con gulas en vez de las angulas.

## Ingredientes
Sus ingredientes principales son:
- Angulas
- Ajo
- Guindilla
- Aceite de oliva